# Киевский сквер (Минск)
Киевский сквер (бел. Кіеўскі сквер) — сквер в Центральном районе Минска. В 2019 году стал площадкой для проведения 24 марта Дня Воли в Минске. В 2020 году получил известность ввиду «Дня открытых дверей учреждений дополнительного образования» (6 августа), на который неожиданно для организаторов собрались тысячи людей, протестовавших против отмены предвыборного митинга Светланы Тихановской. Двое звукооператоров, включивших перед аудиторией песню Виктора Цоя «Хочу перемен!», были осуждены на 10 суток ареста.

## Расположение
Расположен в пределах улиц Орловская, Азизова, Каховская.

## Название и открытие
Сквер назван в честь города Киева. Был торжественно открыт в 1970-е годы.

## Сооружения
- кинотеатр «Киев»
- фонтан (был устроен в 1980-е годы; долгое время находился в нерабочем состоянии, восстановлен в мае 2022 г.)[3]
- памятные знаки с упоминанием о Киеве и о делегации киевлян, участвовавшей в открытии сквера (по состоянию на май 2020 г. отсутствовали)[4]
- скамейки
- лестницы
- дорожки

## Реконструкция
Планируется модернизация старых и строительство новых дорожек с усовершенствованным покрытием, установка малых архитектурных форм, замена скамеек.